# Slanke kegelbij
De slanke kegelbij (Coelioxys elongata) is een vliesvleugelig insect uit de familie Megachilidae. De wetenschappelijke naam van de soort is voor het eerst geldig gepubliceerd in 1841 door Lepeletier.